# Björkar

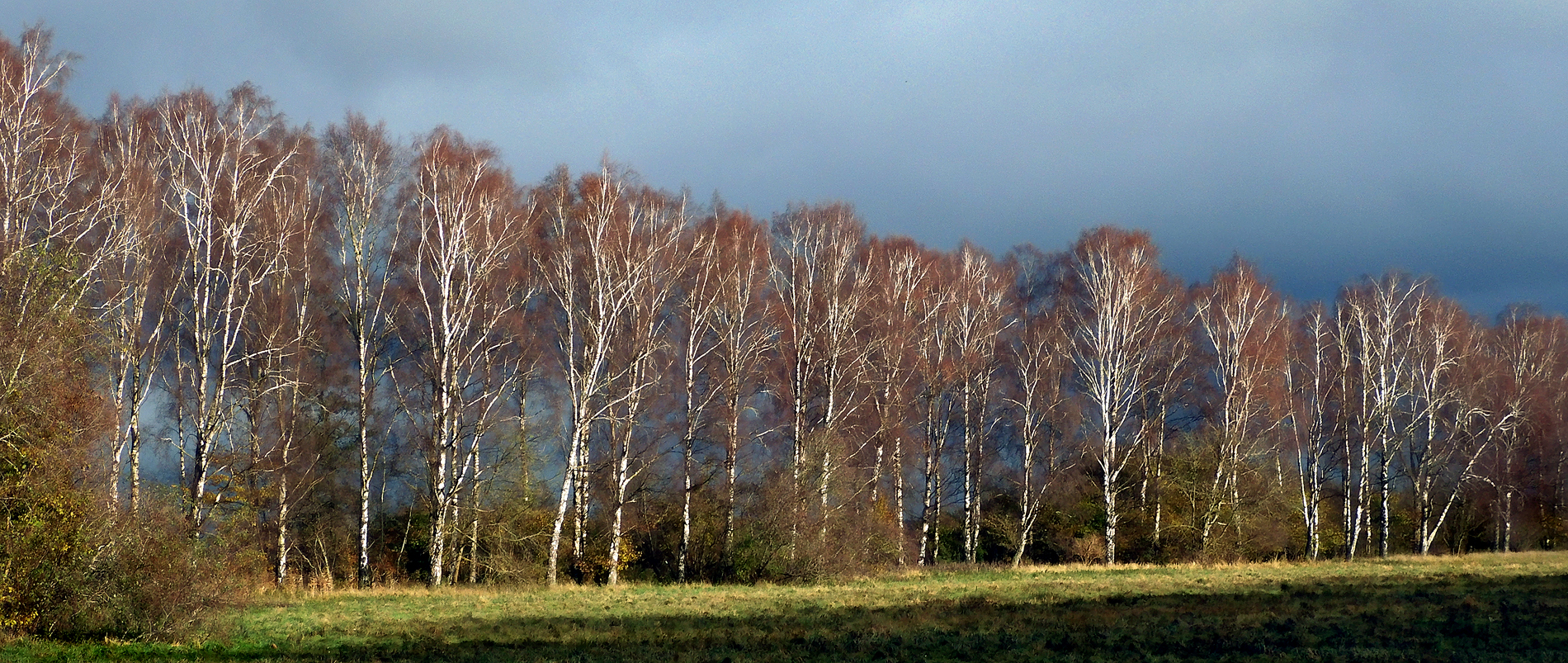
En Björkridå vid Öja mosse 5 november 2023 i Ystad.

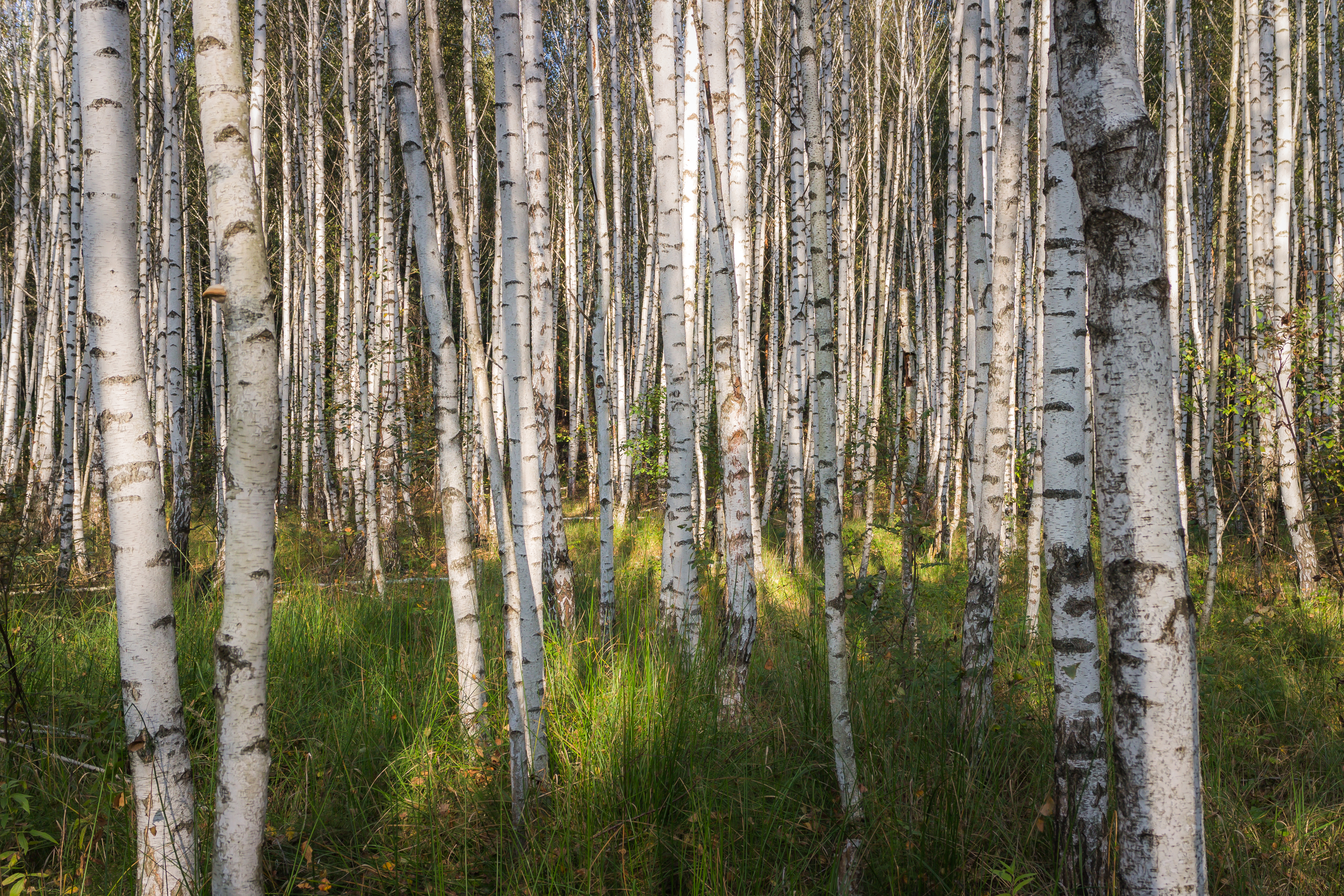
Tät björkskog i Ryssland.

Björkar är en allmän benämning på björksläktet (Betula). Det är ett växtsläkte med minst ett 40-tal arter i familjen björkväxter. De förekommer i de tempererade delarna av norra halvklotet.
Björksläktet innehåller några av de – i bland annat Sverige – allra vanligaste lövträden. De kännetecknas framför allt (detta gäller dock inte samtliga arter inom släktet) av sina vita stammar med svarta fläckar. Björken är ett pionjärträd, vilket betyder att det kommer som det första av sly när bar mark uppstått efter avverkning, stormfällning, skogsbrand och liknande.
Björksläktets arter är extremt köldtåliga, beroende på den under vintern höga halten av björksocker, vilket fungerar som ett frysskydd.

## Historik
Omkring 12 000 år f.Kr. invandrade björk till sydligaste Skandinavien tillsammans med arter som asp, rönn och sälg. En omfattande spridning norrut inträffade under två varmare perioder mellan 10 000 år och 8 900 år f.Kr. Omkring 6 500 år f.Kr. låg inlandsisen kvar endast i norra Lapplands fjälltrakter och björken nådde då Västerbotten. Björken är i dag Västerbottens landskapsträd.

## Björkar i Skandinavien
I Sverige växer tre arter björk – vårtbjörk, glasbjörk och dvärgbjörk. Det är i regel de två första man tänker på när man på svenska talar om "björk".
Den i södra Skandinavien något vanligare björken heter vårtbjörk (Betula pendula), och den kom invandrande söderifrån. Från den har varianten ornäsbjörken (Betula pendula var. dalecarlica) uppstått. Vårtbjörken trivs i torrare miljöer.
Björken med den vitaste stammen heter glasbjörk (Betula pubescens) och kom invandrad norrifrån. Från den har varianter som fjällbjörk (Betula pubescens var. tortuosa) och krypbjörk (Betula pubescens var. appressa) utvecklats, utan att anses som egna arter. Glasbjörken är betydligt vanligare i den norra halvan av Skandinavien och totalt sett betydligt vanligare sett till hela regionen. Glasbjörken trivs i fuktigare miljöer än vårtbjörken.
Dvärgbjörken (Betula nana) är en av de längs polcirkeln mest nordliga trädarterna på jorden.
Alla de tre svenska björkarterna (dvärgbjörk, glasbjörk och vårtbjörk) kan korsa sig med varandra.[källa behövs]

## Användning av björken

### Virke och ved
Man skiljer inte på björkarterna nämnvärt vad gäller deras användning. Virket är ett medeltungt, medelhårt och segt. Glasbjörken har rakare fibrer och utvecklar inte samma flammighet som vårtbjörken.
Virket är inte särskilt beständigt mot fukt och lämpar sig inte för utomhusbruk utan specialbehandling. Utöver de klenare dimensionernas eftertraktade massaved för pappersmassa används virket i dag till möbler, snickerier, svarvade produkter och golv. Masurbjörk med sin flammiga struktur är populär som fanér.
Björkved är vanligt som brasved och råvara vid vedeldning tack vare ett högt bränslevärde. Vid −10 grader eller kallare kan man även elda med färsk, frusen björk. En grundeld behövs dock.
Björken utgör ett viktigt inslag i naturens mångfald och sparas i betydligt större utsträckning i dagens skogsbruk, vilket också lett till att efterfrågan på virket och veden inte kan tillgodoses som tidigare.[källa behövs]

### Växtfärgning
Björklöv kan användas till färgning av ullgarn. Färgerna man erhåller är gulgröna färgtoner, betingat av det betmedel som garnet behandlats med. Färgning med försommarlöv ger högre ljushärdighet än sådan med sensommarlöv.
Björkbark kan också användas till färgning av ullgarn. Färsk eller torkad bark från arterna i björksläktet ger en rödbrun färg på obetat garn och en gulbrun på alunbetat material. Är garnet krombetat erhålls en grönbrun färg.

### Tvättmedel
Björklöv kan användas som ett enkelt tvättmedel. De smutsiga plaggen läggs i en plastpåse tillsammans med färska björklöv och varmt vatten och snurras runt i luften ett par varv. Påsen hänges sedan på ryggsäcken medan man går så att den bearbetas mekaniskt. Kläderna blir inte lika rena som när de tvättas i en vanlig tvättmaskin men ändå betydligt renare än innan. Detta beror på att björklöven innehåller en sorts tvålämne, som även gör att det tvättade plagget luktar gott. Askan från björkved, som bearbetad kallas pottaska, kan användas som tvättmedel och för att tvätta möbler och skura golv. Den ger nämligen lut om den blandas med vatten. Förr ingick pottaska i snusrecept.

### Föda
Björk kan tappas på sav om våren, innan bladen slår ut. På ett par timmar kan man från en medelstor björk få ut 2–3 liter. Björksaven är drickbar och kan användas vid matlagning. Den kan också kokas för att få tjock, söt björksirap som liknar den mer kända lönnsirapen. Eftersom björksav innehåller 2–3 procent enkla sockerarter kan den jäsas till en vinliknande dryck. Björkvin från bl.a. Grythyttan finns vissa år i Systembolagets beställningssortiment, liksom mousserande björkvin och björkkryddad snaps.
Av nyutslagna blad kan ett C-vitaminrikt te kokas. Den gröna innerbarken kan användas till avkok hela året om, men dess näringsvärde är lågt. Under vinterhalvåret (oktober till maj) kan knopparna ätas, råa eller kokta. Björk betraktas som en av de 14 viktigaste vildväxterna i en överlevnadssituation.
Historiskt har björken använts för framställning av xylitol, som även kallas björksocker. Nu för tiden används istället olika sorters lövträ och majs för industriell framställning.

### Övrigt
Nävern är oljerik och ett utmärkt tändmaterial, men har traditionellt även haft stor betydelse för tillverkning av husgeråd. Näverslöjd är i dag i huvudsak en hobbyverksamhet för tillverkning av hemslöjd. Glasbjörkens näver är slätare och har färre märken av grenar, vilket gör den lättare att slöjda med. När man tänder eld på en bit björknäver bildas en tjock, svart olja som förr användes för att limma ihop trasigt porslin: man strök oljan på brottytorna och tryckte ihop dem. När oljan sedan stelnat kunde man putsa bort överflödet som trängt ut ur limningen och fick därmed i bästa fall en osynlig lagning.
Den grova, mörka barken som ofta finns på äldre träd eller nere mot marken kan man koka näverolja på (även kallad ryssolja). Man gör på samma sätt som om man skulle koka tjära, men använder i stället den grova björkbarken. Näverolja luktar mycket starkt och har traditionellt använts i Ryssland och Sovjetunionen som lädersmorning, speciellt inom armén. Det fungerar mycket bra, men i de tidigare ockuperade länderna i Östeuropa fanns det människor som fruktade och hatade lukten av ryssolja.
Små nyutslagna björklöv kallas musöron.

## Björkpollenallergi
Björk är den mest förekommande allergenkällan vid hösnuva på våren. I södra delarna av Sverige kommer besvären från slutet av april fram till början av juni. De flesta björkpollenallergiker reagerar även på pollen från al, hassel, ek och bok.

## Sjukdomar på björk
Björkar har snabb tillväxt varigenom de behöver mycket vatten och näring, och av den anledningen är de inte särskilt motståndskraftiga mot torka. I synnerhet unga exemplar och exemplar som växer på torra platser kan få gula höstfärger långt innan hösten. I sådana fall börjar löven sloka innan de antar gul färg.
Det finns emellertid också ett flertal sjukdomar som kan yttra sig i för tidig gulfärgning (kloros). Sådana sjukdomar har iakttagits sedan 2003 i Skandinavien. En av dessa sjukdomar är björkrost, där gulfärgningen är mera fläckvis på löven och gör att löven torkar ut. Kloros kan vidare uppkomma vid näringsbrist (framför allt järn och zink), eller när jorden har ett för högt pH.
Näringsrubbningar kan också yttra sig i häxkvast och mörkare blad.

## Dottertaxa till Björksläktet, i alfabetisk ordning[1]
- Betula alajica
- Betula albosinensis
- Betula alleghaniensis
- Betula alnoides
- Betula alpestris
- Betula apoiensis
- Betula aurata
- Betula austrosichotensis
- Betula avatshensis
- Betula baschkirica
- Betula bomiensis
- Betula bottnica
- Betula caerulea
- Betula calcicola
- Betula ceratoptera
- Betula chichibuensis
- Betula chinensis
- Betula chitralica
- Betula coriaceifolia
- Betula corylifolia
- Betula costata
- Betula cylindrostachya
- Betula dahurica
- Betula delavayi
- Betula divaricata
- Betula dolicholepis
- Betula dugleana
- Betula dutillyi
- Betula eastwoodiae
- Betula ermanii
- Betula falcata
- Betula ferganensis
- Betula forrestii
- Betula fruticosa
- Betula fujianensis
- Betula glandulosa
- Betula globispica
- Betula grossa
- Betula halophila
- Betula heptopotamica
- Betula honanensis
- Betula hornei
- Betula humilis
- Betula insignis
- Betula jackii
- Betula jarmolenkoana
- Betula jiaodongensis
- Betula jinpingensis
- Betula jiulungensis
- Betula karagandensis
- Betula kenaica
- Betula kirghisorum
- Betula klokovii
- Betula korshinskyi
- Betula kotulae
- Betula kunarensis
- Betula lanata
- Betula lenta
- Betula litwinowii
- Betula luminifera
- Betula margusarica
- Betula maximowicziana
- Betula medwediewii
- Betula megrelica
- Betula michauxii
- Betula microphylla
- Betula minor
- Betula murgabica
- Betula murrayana
- Betula nana
- Betula neoalaskana
- Betula nigra
- Betula occidentalis
- Betula ovalifolia
- Betula ovczinnikovii
- Betula pamirica
- Betula papyrifera
- Betula paramushirensis
- Betula pendula
- Betula platyphylla
- Betula populifolia
- Betula potamophila
- Betula potaninii
- Betula procurva
- Betula psammophila
- Betula pubescens
- Betula pumila
- Betula purpusii
- Betula pyrolifolia
- Betula raddeana
- Betula raymundii
- Betula regeliana
- Betula rockii
- Betula saksarensis
- Betula sandbergii
- Betula saposhnikovii
- Betula sargentii
- Betula saviczii
- Betula schmidtii
- Betula seravschanica
- Betula sunanensis
- Betula szechuanica
- Betula tadzhikistanica
- Betula tianschanica
- Betula turkestanica
- Betula tuturinii
- Betula uliginosa
- Betula utahensis
- Betula utilis
- Betula winteri
- Betula vologdensis
- Betula wuyiensis
- Betula zimpelii
- Betula zinserlingii

## Bildgalleri

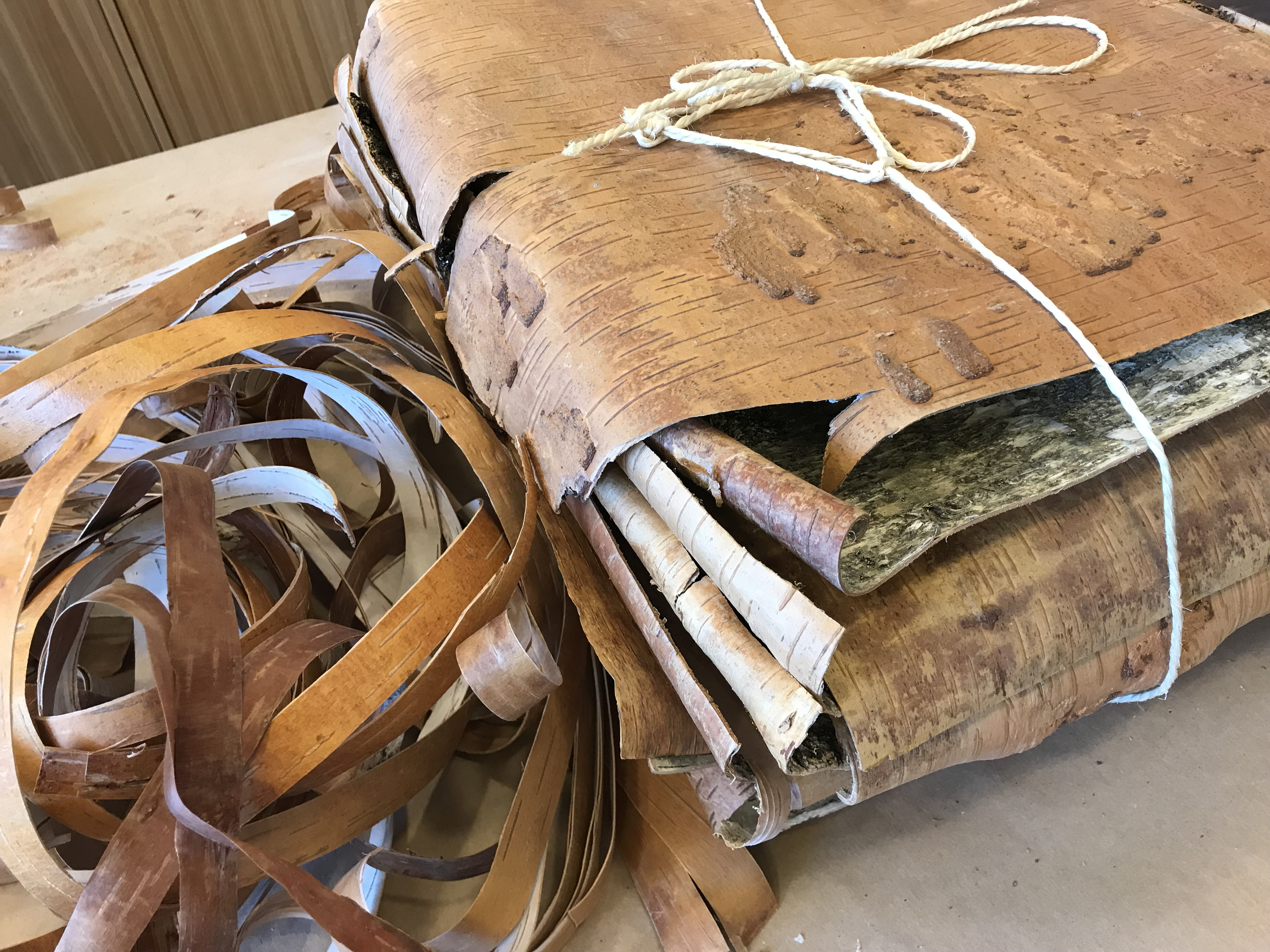
Björknäver.
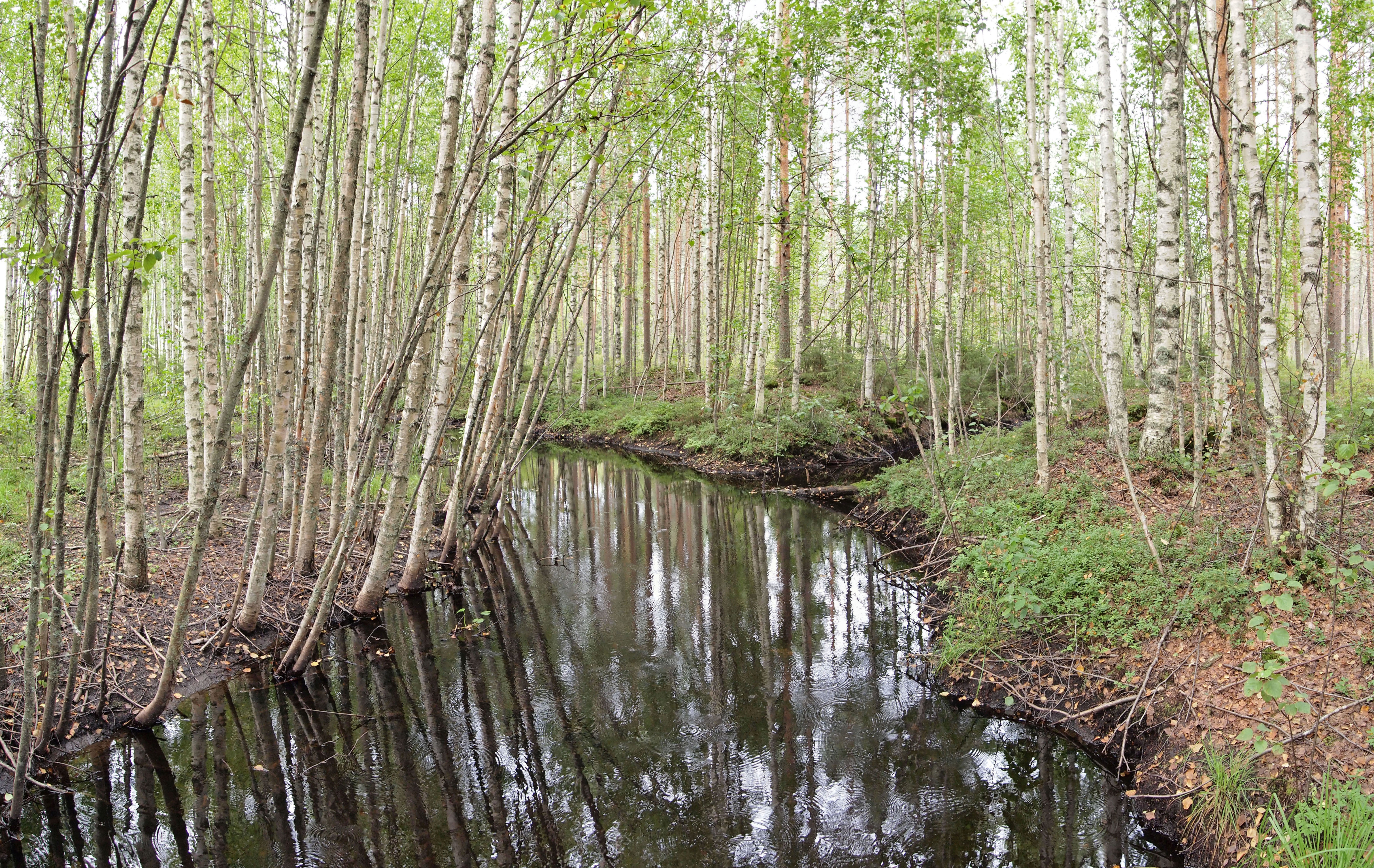
Björkskog kring en å i Hankasalmi i Finland.
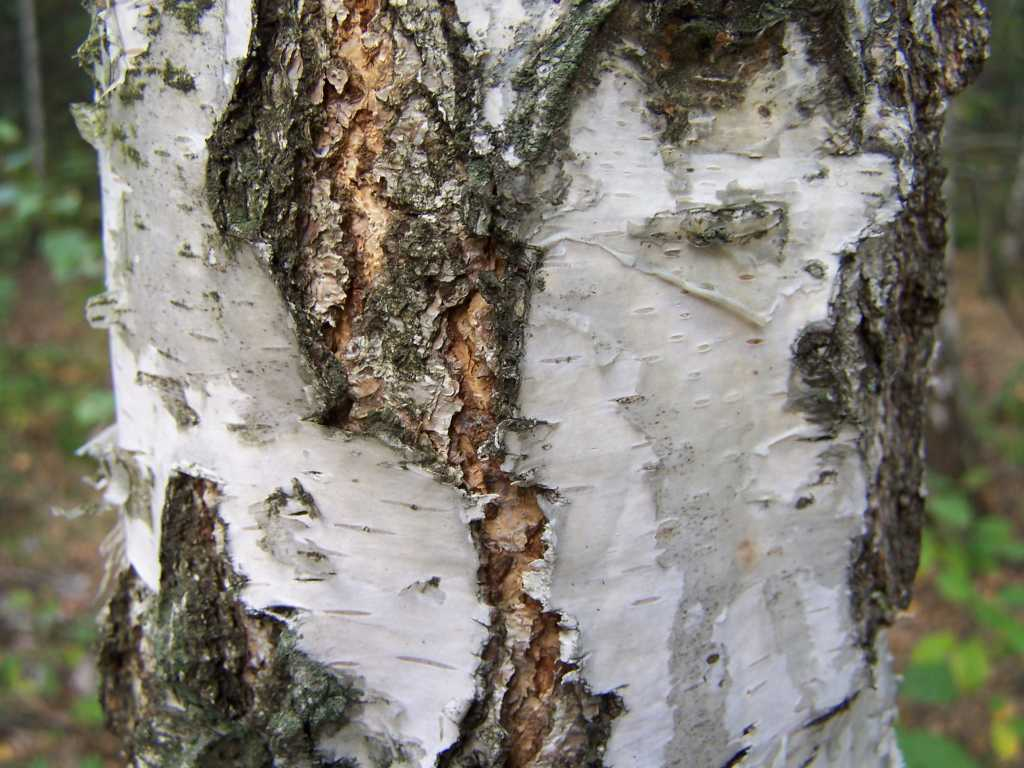
Nedre delen av en grov björkstam (vårtbjörk).
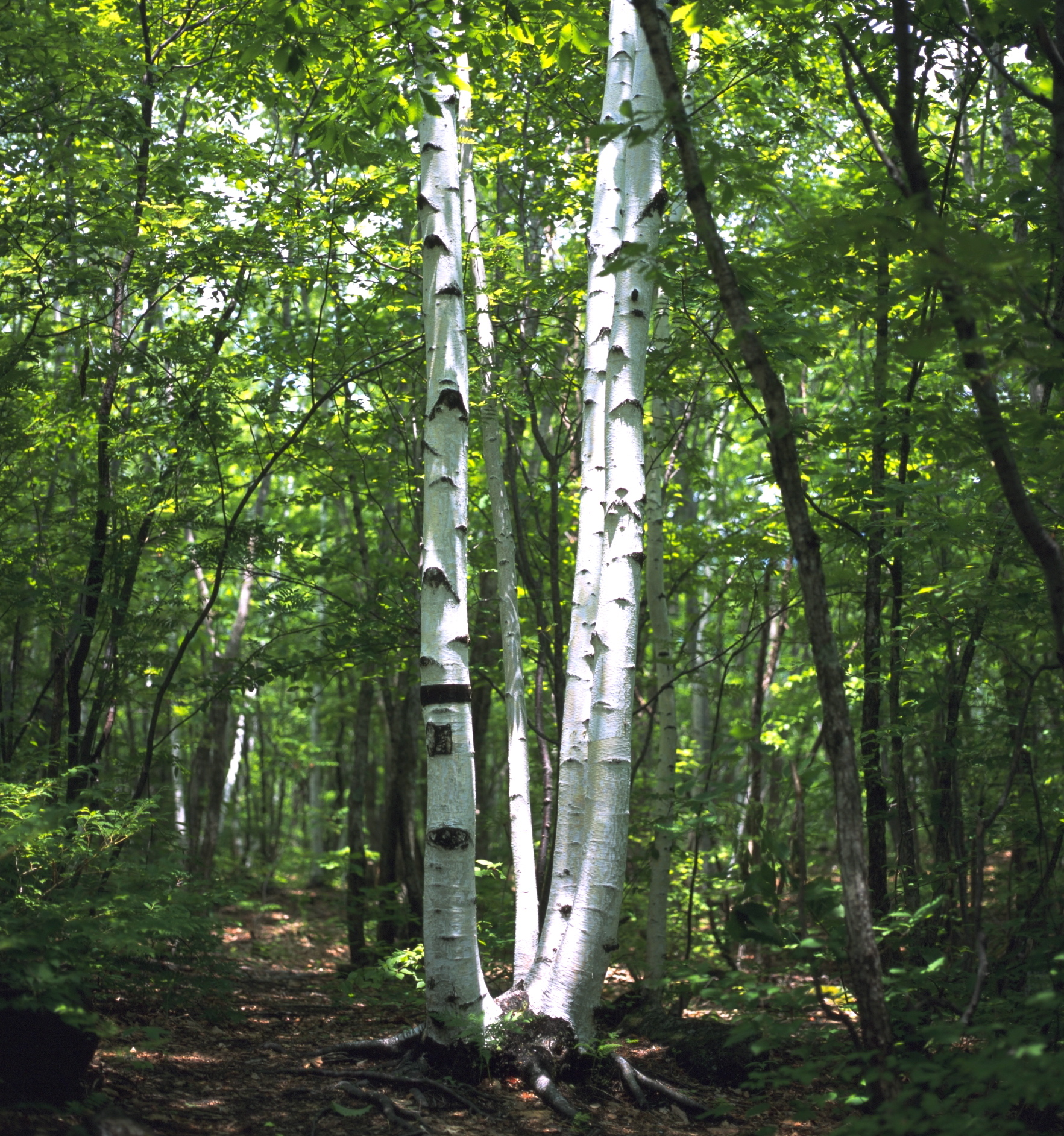
En björk (oidentifierad art) i Kamikōchi, Japan.
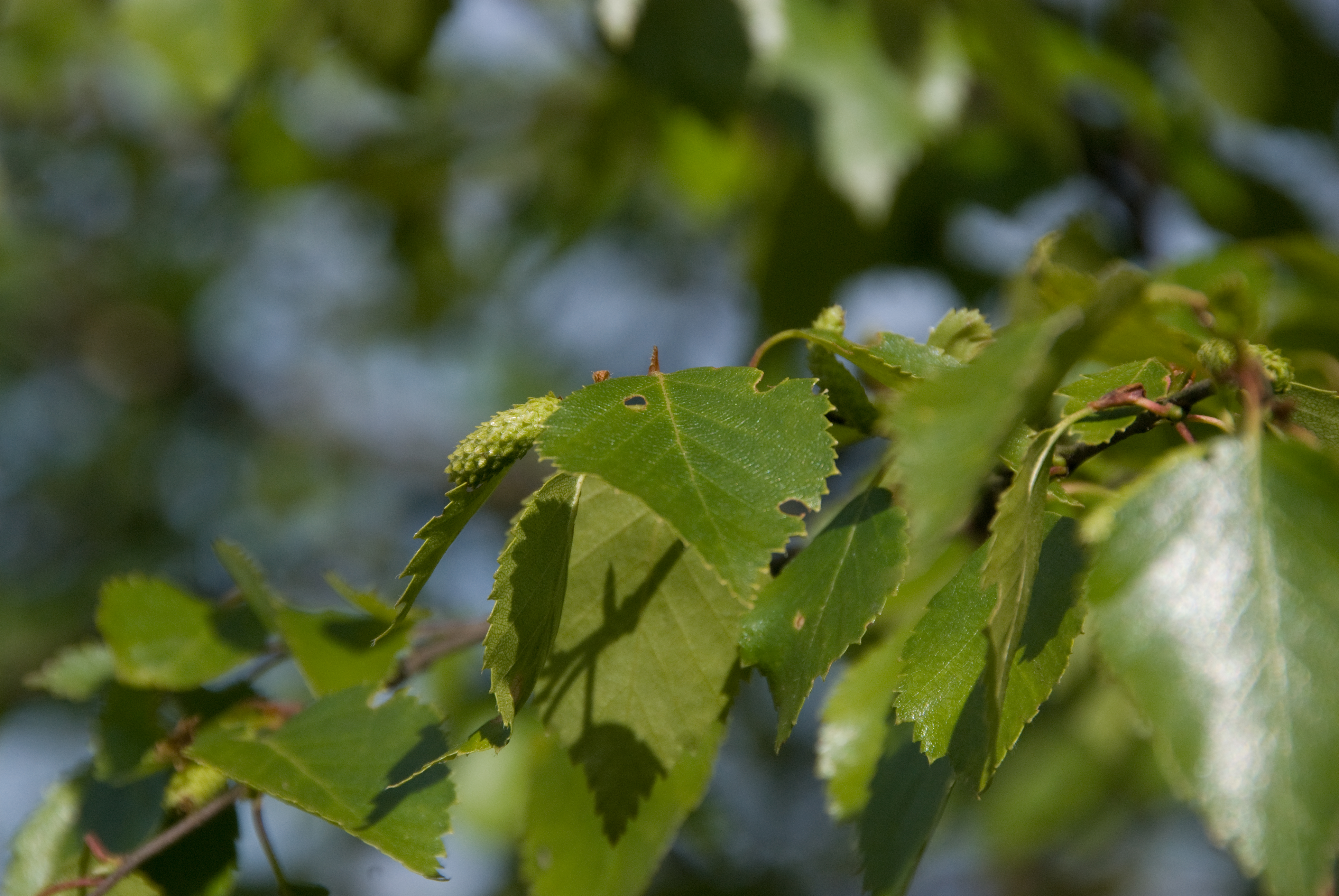
Blad och hänge från en glasbjörk i Tyskland.
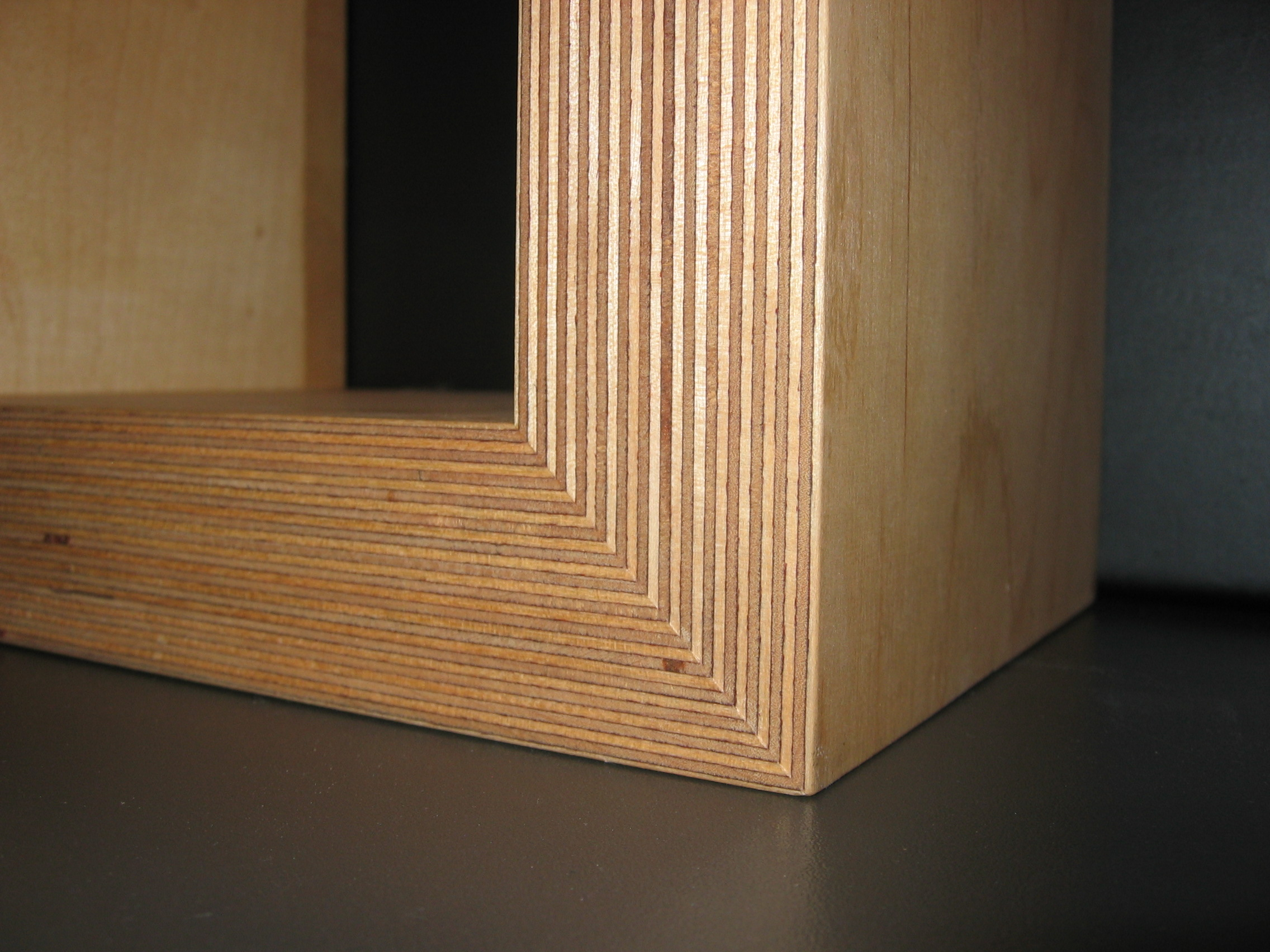
Komplexa former kan skapas med björkplywood (kryssfanér).
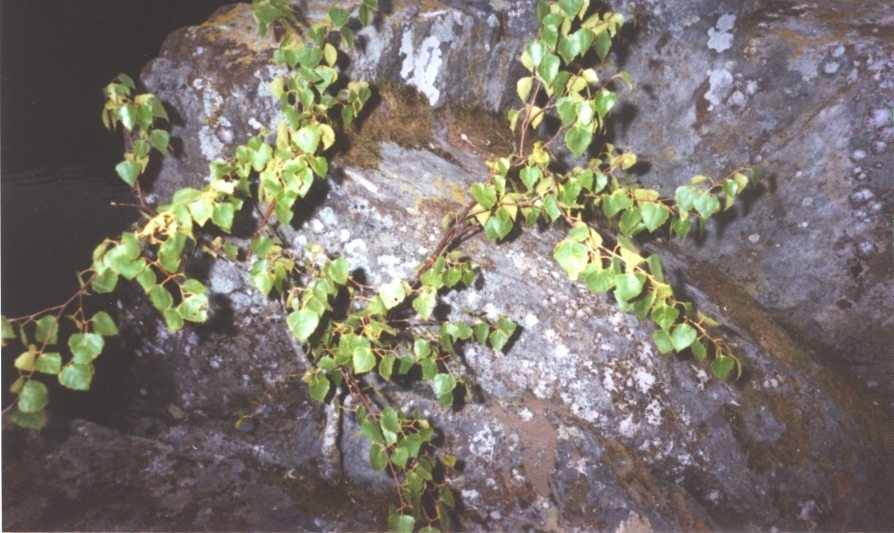
En björk på tillväxt.